# Levantina spiriplana
Levantina spiriplana is een slakkensoort uit de familie van de Helicidae. De wetenschappelijke naam van de soort is voor het eerst geldig gepubliceerd in 1801 door Olivier.